# Баль, Евгений Николаевич
Евгений Николаевич Баль (укр. Євгеній Миколайович Баль; 7 апреля 1944, Кременчуг — 2 апреля 2022, Мелекино) — советский и украинский журналист, писатель, член Национального союза журналистов Украины и Национального союза писателей Украины, лауреат литературных премий.
Активный общественный деятель — председатель Мариупольского общественного комитета по спасению Азовского моря (1980—1990-е), председатель комитета водоснабжения в Мелекино (2009—2010 годы), в 2016 году детально исследовал проблему оползневой на дороге в Мелекино, волонтёр с 2014 года. Был депутатом городского и Приморского районных советов Мариуполя.
Многолетний моряк-подводник (более 30 лет), вышел на пенсию в должности флагманский штурман дивизии ракетных подлодок стратегического назначения, капитан 1 ранга в отставке.
Награждён медалями СССР. Имеет авторское изобретение.
Умер 2 апреля 2022 года от остановки сердца после того как его отпустили после пыток, а обстоятельства смерти получили большой международный резонанс.

## Биография
Евгений Николаевич Баль родился 7 апреля 1944 года в Кременчуге.
Окончив школу, трудился замерщиком, плитовым, машинистом электровоза на шахтах Донбаса. Потом работал в Ростове-на-Дону матросом, рулевым. В 1967 году окончил Ленинградское высшее военно-морское училище им. М. В. Фрунзе, в 1972 году высшие офицерские курсы Военно-Морского Флота.

Более 30 лет был военным и ходил на подлодках Северного и Тихоокеанского флотов. Службу закончил в должности флагманского штурмана дивизии ракетных подводных лодок стратегического назначения. Вышел в отставку в 1992 году в звании капитана первого ранга. После того как он ушел в отставку, продолжил ходить командиром на иностранных судах. Вспоминая свою молодость, он писал: 
«Наша молодость пришлась на счастливые времена, когда страна была большая, сильная и гордая. Когда летали в космос первые космонавты, а все мальчишки мечтали стать моряками или летчиками. Девушки отказывались выйти замуж за парня, если тот не служил в армии. Это было время, когда старикам уступали место в транспорте, дрались один на один и не били лежачего. Когда молодежь до утра свободно гуляла в парках, не опасаясь, что их побьют или ограбят. Когда все мы были оптимисты и романтики, охотно ехали строить БАМ и поднимать целину. И самое главное, когда была надежда на что-то большое и светлое впереди, была уверенность, что всего можно добиться, осуществить любую мечту.
С 1980 года жил в Мариуполе. Был начальником образцовой морской школы ДОСААФ, а также был начальником курсов переподготовки офицеров запаса ВМФ. В 1980—1990-е годы был председателем Мариупольского общественного комитета по спасению Азовского моря. Во время работы возглавил первую научно-экологическую экспедицию по Азову «Меотида-89». Экспедиция продлилась тридцать дней. Писал письма в ЦК КПСС и Совет Министров СССР с требованиями закрыть вредное производство в курортном городе.
В конце 1990-х годов Евгений Николаевич Баль работал корреспондентом районной газеты «Сельская новь» в Першотравневом районе около Мариуполя.
В 2009 и 2010 году был председателем организационного комитета жителей села Мелекино, выступающих за нормализацию водоснабжения села.
С начала конфликта в Донбассе в 2014 году Евгений Баль был активным волонтёром в Приазовье. Он также посвятил свое творчество и войне.
В 2014 году в кинозале Дворца Металлургов прошла презентация книги Евгения Баля «Меридианы штурмана Барка». В 2014 году книга Евгения Николаевича Баля «Меридианы штурмана Барка» стала лауреатом фестиваля «Книга и пресса Мариуполя». В 2020 году книга «Хроники пса Филимона» Евгения Николаевича Баля стала лауреатом Мариупольского конкурса «Лучшая книга года-2020» в номинации «Проза».
В 2016 году Евгений Баль поздравил принявших присягу морских пограничников.
В 2019 году журналист провёл творческую встречу с журналистами во время медиафестиваля в Буковеле, где рассказал о том как работает в 20 километрах от линии фронта. В 2020 году стал победителем конкурса «Лучшая книга года-2020» в номинация «Проза» за книгу «Хроники пса Филимона».

### Смерть
По данным «Факты и комментарии» и «УНИАН» 18 или 19 марта в День моряка-подводника 2022 года российские военные захватили пожилого журналиста в плен. В плену его избивали и пытали. По словам представителя Национального союза писателей Украины Павла Куща:

В дом Евгения Баля орки ворвались 18 марта. Во время безобразного «шмона» нашли фото морского офицера с украинскими морпехами, членский билет Национального союза писателей Украины и другие «доказательства фашизма». Нашего коллегу отвезли в Мангуш
По данным «Слово и Дело», «РБК-Украина», «Обозреватель» после издевательств россияне отпустили пожилого мужчину, сказав «не воюем с ветеранами флота СССР», но его сердце не выдержало и он умер 2 апреля 2022 года в Мелекино.
Донецкая областная организация Национального союза писателей Украины ходатайствует о награждении Евгения Баля орденом «За мужество» ІІІ степени.
Национальный союз журналистов Украины отметил: 

Национальный союз журналистов Украины (НСЖУ) выражает соболезнования по поводу смерти нашего коллеги Евгения Баля и обращает внимание на то, что Россия целенаправленно преследует украинских журналистов на временно захваченных территориях РФ. Незаконный арест и избиение, следствием которых стала смерть нашего 78-летнего коллеги, — это ещё одно военное преступление оккупантов, за которое должно наступить неотвратимое и суровое наказание.

## Публикации

### Журналистская деятельность
Евгений Баль работал корреспондентом газеты «Сельская новь», спецкором греческого еженедельника «Омония». Материалы Евгения Баля печатались в журнале «Военные знания», в газетах «Известия», «Правда Украины», «BBC», «Вечерние вести», «Приазовский рабочий».

### Книги
- «Фарватер не известен»;
- «Меридианы штурмана Барка». — «Новый мир», 2013;
- «Хроники пса Филимона».

### Рецензии
- Павло Кущ. Слідами пса Філімона;
- Владимир Анисович (член Национального Союза журналистов Украины). Меридианы каперанга Баля[28].

### Премии
- Премия «Лучшая книга года-2020»[1];
- Шорт-лист премии «Щит и меч Отечества»[2].